# Nahr-e Abu Dahan
Nahr-e Abu Dahan (em persa: نهرابودهن, também romanizada como Nahr-e Abū Dahan) é uma aldeia do distrito rural de Nasar, no condado de Abadan, na província de Khuzistão, Irã.
Segundo o censo de 2006, sua população era de 81 habitantes, em 16 famílias.